# Podișu, Sălaj
Podișu (în trecut Ciumeni  , în maghiară Csömény sau Harasztos) este un sat în comuna Ileanda din județul Sălaj, Transilvania, România.

## Vezi și

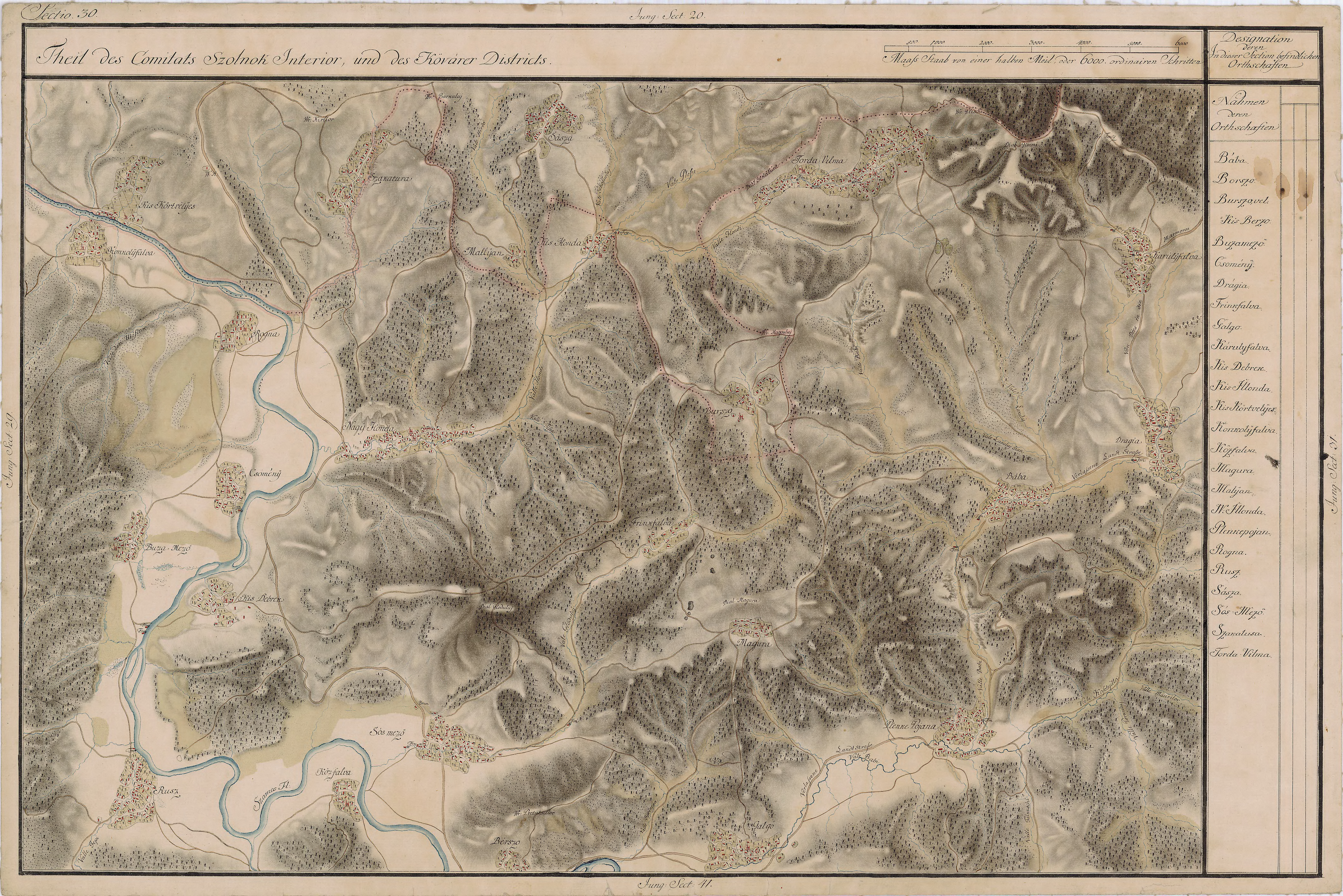
Podişu pe Harta Iosefină a Transilvaniei, 1769-1773